# Водохранилища Азербайджана
На большей части территорий Азербайджана климат засушливый. С целью расширения площадей орошения и обеспечения виноградных и фруктовых садов водой, созданы множество малых и больших водоемов (водохранилища, водозаборы, резервуары для воды). В стране насчитывается 136 водохранилищ суммарной ёмкостью 21 млн 500 тыс м³. Из них 61 водохранилище ёмкостью свыше 1 млн м3 каждое. Водохранилища располагаются в руслах рек, и в стороне от русла. Большинство водохранилищ регулируются в зависимости от времени года, и используются для орошения, а также с целью производства электричества.
Водохранилищами и гидроэлектростанциями, созданными на реках Кура, Аракс и Тертер, являются Шамкирское, Мингечевирское, Еникендское, Варваринское, Аракское и Сарсангское.

## Мингечевирское водохранилище
Самым крупным водохранилищем республики является Мингечевирское. Оно было введено в эксплуатацию в 1953 году.
Площадь составляет 605 км², объём 16,1 км³, длина 70 км, наибольшая ширина 18 км, средняя глубина 27 м, наибольшая — 75 м. Высота над уровнем моря составляет 83 м. Целью ее создания являлось развитие энергетики, сельского хозяйства, водного транспорта, многолетнее регулирование стока и ликвидация наводнений в течении реки.

## Шамкирское водохранилище
Шамкирское водохранилище было построено на участке Шамкир реки Куры в 1982 году. Площадь Шамкирского водохранилища составляет 116 км². Общий объем водохранилища составляет 2 677 млн. м³, а эксплуатируемый объем воды — 1425 млн. м³. Второй по величине водный резервуар на Кавказе после Мингечевирского водохранилища. Нормальный уровень воды в резервуаре — 158 м, а площадь поверхности — 115 км².

## Еникендское водохранилище
Еникендское водохранилище построено в 2000 году в Шамкирском районе. Он является третьим по величине резервуаром на Кавказе после Мингячевирского и Шамкирского водохранилищ. Общая площадь составляет 23,2 км², объем воды в водохранилище 158 млн. м³.

## Варваринское водохранилище
Варваринское водохранилище расположено в 20 км (12 миль) к югу от Мингечевирского водохранилища. Было построено в 1952 году. Общая площадь составляет 22,5 км² (8,7 кв. Миль), а объем коллектора составляет 0,06 км³ (0,014 куб. Мили).

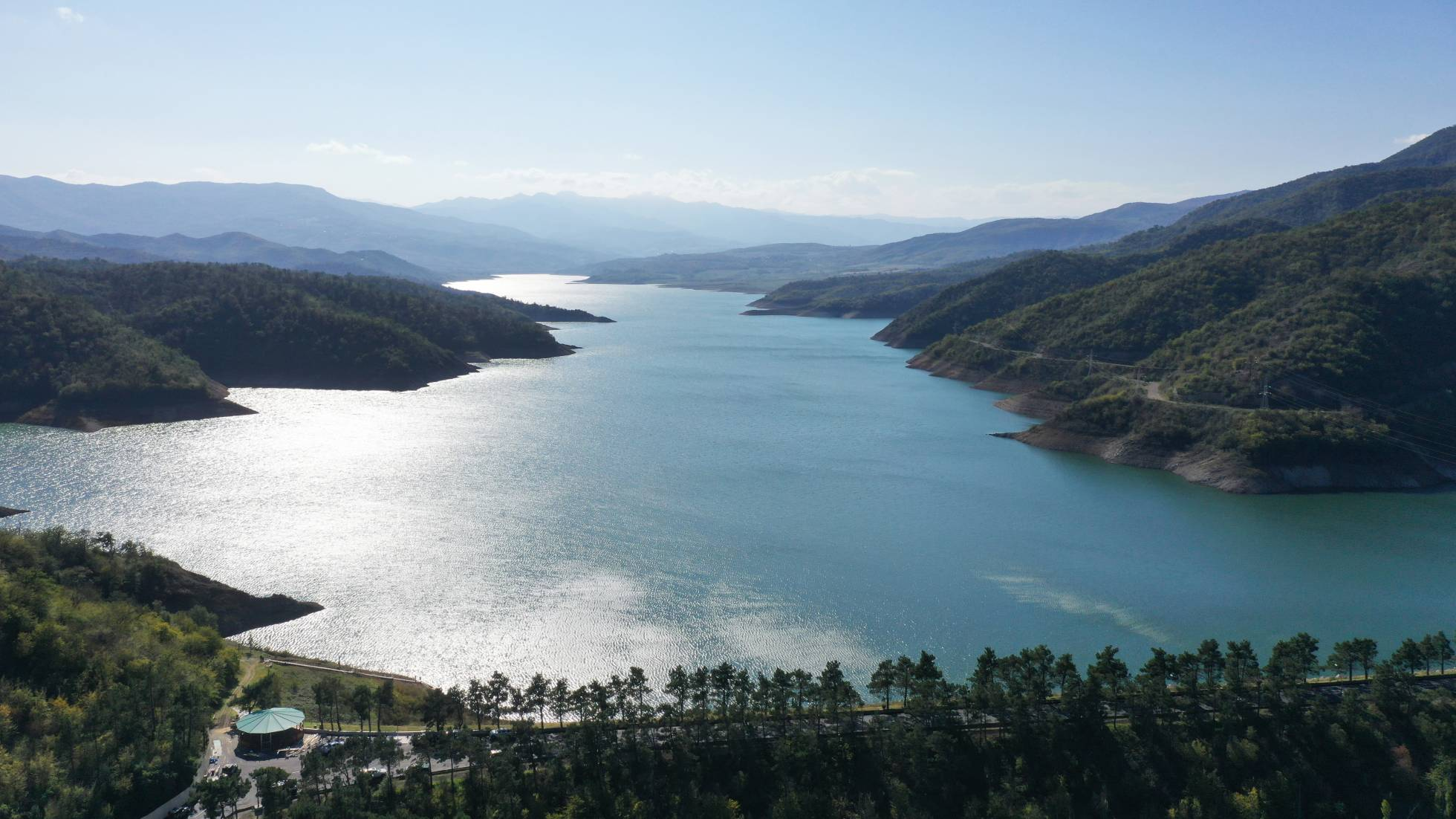
Сарсангское водохранилище Октябрь 2023

## Сарсангское водохранилище
Сарсангское водохранилище было построено в Азербайджане в 1976 году на реке Тертер.
Водохранилище имеет самую высокую плотину из всех дамб в Азербайджане. С момента открытия водохранилище обеспечило ирригационную воду на 100 000 га (250 000 акров) сельскохозяйственных земель в Агдеринском, Тертерском, Агдамском, Бардинском, Геранбойском, Евлахском и Агджабадинском районах.

## Акстафинское водохранилище
Акстафинское водохранилище является крупным водохранилищем в Агстафинском районе на северо-западе Азербайджана. Акстафинское водохранилище было построено на реке Акстафа в 1969 году недалеко от села Джафарли Газахского района. Площадь водохранилища составляет 6,3 км² (2,4 кв. миль). Объем резервуара составляет 0,12 км³. Высота гидроэлектростанции, построенной на резервуаре, составляет 52 м (171 фут). Водохранилище обеспечивает оросительную воду до 135 га (330 акров) земли в Газахском, Шамкирском, Товузском районах.

## Джейранбатанское водохранилище
Водохранилище Джейранбатан расположено в восточной части Азербайджана. Расположено в Апшеронском районе между городами Баку и Сумгаит, рядом с поселением Джейранбатан, в 20 км от Баку. Оно было построено в 1958 году для обеспечения питьевой водой растущего населения Баку и Сумгаита. Общая площадь составляет 13,9 км² (5,4 кв. миль), объем пласта составляет 186 млн. м³, используется 150 млн. м³. Длина водохранилища составляет 8,74 км (5,43 мили), максимальная ширина 2,15 км (1,34 мили), длина береговой линии составляет 23,3 км (14,5 мили). Максимальная глубина воды в резервуаре составляет 28,5 м (94 фута).

## Зогалавачайское водохранилище
Зогалавачайское водохранилище расположено на Зогалавачайском каньоне в юго-западной части Шамахинского района Азербайджанской Республики. Водохранилище было введено в эксплуатацию в 1973 году для удовлетворения потребностей питьевой водой винодельческих предприятий и поселений. Из-за финансовых трудностей в 1990-х годах объекты на водохранилище находились в плохом состоянии. Часть механического и электрического оборудования была уничтожена, а некоторые из них технически устарели. В 2007 году Азербайджанской мелиорационной и водохозяйственной компанией был инициирован ремонт Зогалавачайского водохранилища. В 2012 году резервуар был отремонтирован в соответствии современным требованиям. Общий резервуар для воды составляет 3,4 млн.м³, высота плотины — 26 м, длина — 560 м,.

## Аракское водохранилище
Аракское водохранилище расположено в Нахичеванской АР и иранском Западном Азербайджане. Образовано на реке Аракс в 1971 году при строительстве плотины Аракс ГЭС вблизи города Нахичевань, согласно советско-иранскому межгосударственному соглашению. Объём воды — 1,254 млрд м³. Площадь поверхности — 145 км². Высота над уровнем моря — 777,5 м. Водохранилище помимо использования в нуждах Аракс ГЭС, также используется для орошения 400 тысяч га земель в Азербайджане и Иране. В водохранилище впадает приток Аракса — Нахчыванчай.

## Водохранилище им. Гейдара Алиева
Расположено в Нахичеванской АР. В связи с засухой в течение последних лет на водохранилище не скапливалось достаточное количество воды. Это вело к проблемам с обеспечением водой близлежащих районов. В январе 2024 года начато осуществление проекта прокладки трубопровода для подачи воды из Аракского водохранилища длиной 30 км. Это позволит обеспечить питьевой водой и ирригацией г. Нахичевань, Бабекский и Кенгерлинский районы.
В октябре 2024 года в водохранилище выпущено 200 000 мальков сазана.

## Хачинчайское водохранилище
Хачинчайское водохранилище расположено на реке Хачынчай в Агдамском районе. В непосредственной близости от водохранилища расположено село Джинли, также вблизи расположены сёла Алиагалы и Алимадатли. Вместительность водоёма составляет 23 млн м³, площадь — 1,76 км².

## Водохранилище Гыз-Галасы
Водохранилище Гыз-Галасы расположено на реке Аракс на границе между Ираном и Азербайджаном (Джебраильский район). Построено в 1999—2008 годах. Расположено в 12 км ниже Худаферинского водохранилища.

## Худаферинское водохранилище
Водохранилище расположено на государственной границе Ирана и Азербайджана, на реке Аракс в 8 км на запад от иранского села Хумарлы и в 1 км на северо-запад от села Худаферин Джебраильского района Азербайджана. Водохранилище охватывает территории Джебраильского и Зангеланского районов Азербайджана.

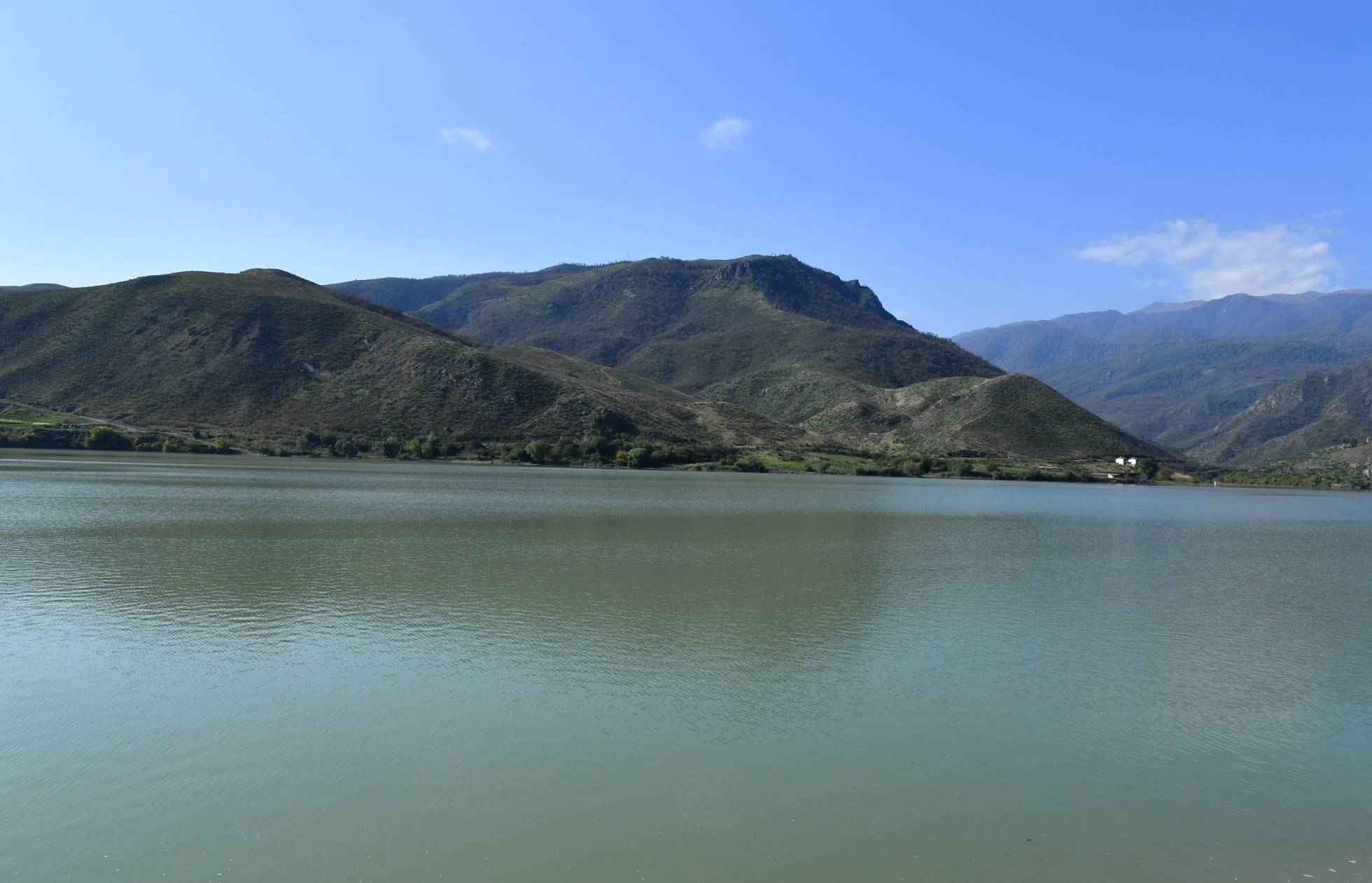
Суговушанское водохранилище Октябрь 2023

Объём водохранилища — 1,6 млрд м3.

## Суговушанское водохранилище
Расположено в Агдеринском районе близ села Суговушан на реке Тертер. Введено в эксплуатацию в 1976 году. Объём водохранилища — 5,86 млн м3, длина верхней части плотины — 630 м., высота плотины — 28 м., ширина — 10 м.
От водохранилища отходит магистральный водный канал длиной 5,2 км. От водохранилища протянуты каналы вдоль левого берега реки Тертер и вдоль правого берега, канал Суговушан — Хан.
Водохранилище способно обеспечить водой 96 217 гектар пахотной территории.

## Виляшчайское водохранилище
Виляшчайское водохранилище расположено в Масаллинском районе на реке Виляшчай. Введено в эксплуатацию в 1986 году. Объём водохранилища составляет 46 млн м3. Высота насыпной плотины — 37 м, длина — 3,2 км.
На июнь 2025 года начаты работы по строительству второй очереди Виляшчайского водохранилища. Планируется строительство оросительной сети водохранилища.

## Таблица водохранилищ по площади
| №  | Наименование                       | Дата ввода в эксплуатацию | Объём       |
| -- | ---------------------------------- | ------------------------- | ----------- |
| 1  | Мингечевирское водохранилище       | 1953                      | 16,1 км³    |
| 2  | Шамкирское водохранилище           | 1982                      | 2,677 км³   |
| 3  | Еникендское водохранилище          | 2000                      | 0,158 км³   |
| 4  | Варваринское водохранилище         | 1952                      | 0,06 км³    |
| 5  | Сарсангское водохранилище          | 1976                      | 0,56 км³    |
| 6  | Акстафинское водохранилище         | 1969                      | 0,12 км³    |
| 7  | Джейранбатанское водохранилище     | 1958                      | 0,186 км³   |
| 8  | Зогалавачайское водохранилище      | 1973                      | 0,0034 км³  |
| 9  | Аракское водохранилище             | 1971                      | 1,254 км³   |
| 10 | Водохранилище имени Гейдара Алиева |                           |             |
| 11 | Хачинчайское водохранилище         | 1964                      | 0,023 км³   |
| 12 | Гыз-Галасы                         |                           | 0,062 км³   |
| 13 | Худаферинское водохранилище        |                           | 1,6 км3     |
| 14 | Суговушанское водохранилище        | 1976                      | 0,00586 км3 |
| 15 | Виляшчайское водохранилище         | 1986                      | 0,046 км3   |

## Строящиеся водохранилища

### Забухчай
Строится на территории Губадлинского района ниже места впадения реки Забух в Акера.
Исследованием занималась турецкая компания «Suyapı».
Ёмкость водохранилища составит 26,7 млн м3. Для создания водохранилища будет сооружена плотина высотой 40 м и длиной 615 м.
При плотине планируется сооружение гидроэлектростанции.

### Бергюшадчай
Строительство водохранилища планируется выше города Губадлы близ села Бахтиярлы на реке Баргюшад.
Ёмкость водохранилища составит 67 млн м3.
Потенциально планируется строительство трёх гидроэлектростанций суммарной мощностью 30 мегаватт.

### Енгидже
В апреле 2023 года Ильхам Алиев подписал распоряжение "О строительстве водохранилища Енгидже". Новый объект должен появиться на территории Габалинского района.